# Nipponolimopsis decussata
Nipponolimopsis decussata är en musselart som först beskrevs av Arthur Adams 1862.  Nipponolimopsis decussata ingår i släktet Nipponolimopsis och familjen Limopsidae. Inga underarter finns listade i Catalogue of Life.